# Гимн его величества царя Болгарии
Гимн его величества Царя Болгарии или Боже храни царя (болг. Химнът на Негово Величество Царя или болг. Боже, Царя ни пази) был гимном царского дома Болгарии с 1908 по 1944 годы. Музыку написал композитор Эмануил Манолов, а текст написал генерал-майор Георгий Агура. Гимн исполнялся только в присутствии царя, национальным гимном страны в это время являлась «Шуми Марица».

## История
Начало истории царского гимна было положено еще в 1900 году, когда военный прокурор, тогда еще полковник Георгий Агура написал текст для национального гимна, который бы заменил выполнявшую эту функцию песню «Шуми Марица». Мелодию на стихи написал пианист профессор Эмиль Зауэр. Князь Фердинанд I намеревался утвердить созданный вариант национального гимна, но попытка не удалась, ибо «Шуми Марица» оказалась популярной в народе. Впоследствии князь начал отбор вариантов царского гимна. 29 сентября 1908 года песня была исполнена в честь годовщины провозглашения независимости Болгарии. В тексте лишь слово «княз» было заменено на «цар». В 1923 году композитор Эммануил Манолов написал новую мелодию. С 1940 года, согласно новому государственному протоколу гимн исполнялся на торжественных церемониях вместе с «Шуми Марицей». С 9 сентября 1944 года после свержения монархии гимн был упразднен.

## Текст гимна
Всемогъщий правий Боже,
молим Царя ни пази,
дай му сила, за да може
зли поврати да срази.

За погром на враговете
и за славни бъднини,
Боже, царю на царете
дай на Царя светли дни.

А на българското племе
ума Боже просвети,
със любов да се обеме
и задружно процъфти.

Чрез съгласие да може
сила, воля да развий,
чрез напредък дай му, Боже,
славно име да добий!